# Pseudoxenos smithii
Pseudoxenos smithii är en insektsart som först beskrevs av Von Heyden 1867.  Pseudoxenos smithii ingår i släktet Pseudoxenos och familjen stekelvridvingar. Inga underarter finns listade i Catalogue of Life.